# 順河回族区
順河回族区（じゅんか-かいぞく-く）は中華人民共和国河南省開封市に位置する市轄区。

## 行政区画
- 街道:清平街道、鉄塔街道、曹門街道、宋門街道、工業街道、苹果園街道
- 郷:東郊郷、土柏崗郷

## 名所旧跡
- 田家宅院
- 貢院碑
- 劉青霞故居
- 東郊基督教堂
- 北門大街基督教堂
- ロシア正教河南総修院
- 宋門関清真寺（モスク）
- 開封市南教経胡同清真寺（モスク）